# EMT (기업)
주식회사 EMT는 충청북도 충주시에 본사를 둔 축전지 제조업체이다.

## 역사 및 현황
- 2010년 2월: 회사 설립[출처 필요]
- 2012년 3월: 본사를 군포시에서 충주시로 이전
- 2015년 12월: 코넥스 시장 상장[1]